# 蓬瓦兰战役
蓬瓦兰战役（英語：Battle of Pontvallain）發生在1370年12月4日，是英法百年戰爭期間的一場戰役。由法蘭西王國的新任王室統帥貝特朗·杜·蓋克蘭對上英軍指揮官罗伯特·诺尔斯。此戰役是由兩場主要戰鬥構成：一場在蓬瓦兰，另一場在鄰近的城鎮瓦斯，兩者有時被分別視為獨立戰役。兩場戰鬥的規模都不大但具有重要意義，英軍的潰敗終結了1337年以來英軍在開闊地型連戰連勝的紀錄。

## 背景

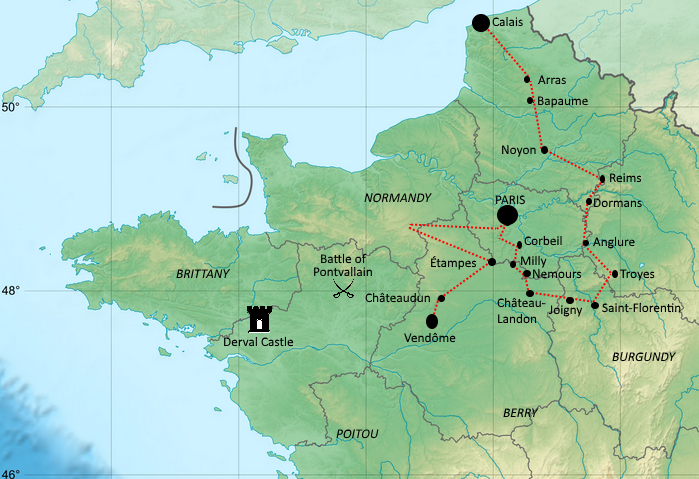
1370年8月到9月間，诺尔斯在法蘭西北部的進軍路線。

英王愛德華三世宣稱擁有法蘭西王位繼承權，導致百年戰爭在1337年爆發，兩國在數年的拉鋸戰後，英軍在1346年克雷西會戰中勢如破竹，一舉擊潰法軍，使英格蘭在戰爭中取得優勢。由於黑死病的影響使戰爭在1348年一度停歇，然後1355年黑太子愛德華在普瓦捷戰役再度大敗法軍，俘虜法王約翰二世。1360年，英法兩國簽署布勒丁尼條約，法蘭西被迫割讓大量領土給英格蘭，而戰爭也暫停了數年。

1369年，英法兩國再爆戰爭，法蘭西出兵收復諾曼第地區，然而戰局從開始就對英軍十分不利。詹姆斯·奥德利與約翰·錢多斯兩位英軍重要將領在開戰半年內即雙雙戰死，而法軍則順利地收復普瓦圖等各地重要城市。許多退役的英格蘭軍人紛紛被召回戰場，一些新人如彭布羅克伯爵則被給予指揮權。
1370年8月，罗伯特·诺尔斯爵士帶領4000到6000人登陸加萊。他在該地等待英王進一步的指示，但是卻沒有得到任何回應，他因此帶領軍隊漫無目的地四處劫掠，貝特朗·杜·蓋克蘭放任他四處遊蕩。诺尔斯在法蘭西東北部發動騎行劫掠作戰，目的在一路摧毀城鎮的同時引誘法軍出戰。诺尔斯沿著索姆河地區，一路由蘭斯劫掠到特魯瓦，接著向西前往巴黎。一路上诺尔斯佔領許多城鎮，並且威脅法蘭西支付贖金，否則便摧毀這些城鎮。诺尔斯在9月抵達巴黎，但城市擁有大量守軍且防禦完善，他無法攻進城內，守軍也不出戰。即便诺尔斯引誘法軍出戰，他們也堅持不上鉤。
10月，诺尔斯領軍南下朝旺多姆移動，他佔據盧瓦河與羅亞爾河間的城堡與修道院作為立足點，可以向南進兵普瓦圖，若英王和納瓦拉的查理二世達成共識，將諾曼第北部交給英軍當作據點，他也可以向北進軍諾曼第南部。不少部將認為自己家世優於诺尔斯，覺得他缺乏戰士精神，便推舉約翰·明斯特沃思爵士成為新領袖。他來自威爾斯邊境地區，是位充滿野心但性情不穩定的騎士，他曾嘲諷诺尔斯是「老強盜」。
诺尔斯的戰術主要依照1340到1350年代的路線進行，也就是透過佔領敵方堡壘駐軍或是要求贖金。同一時間英軍在西部的戰役，由黑太子愛德華、約翰·錢多斯、以及彭布羅克伯爵領導，逐漸取得戰果，他們在五日內攻下利摩日，得到大量俘虜與戰利品。

### 策略與戰術
百年戰爭第二階段1369年開始，在戰局上和前一階段有許多明顯不通。法軍準備完善並且積極進攻，法王查理五世在財政與人力上都較為優越，也得到馬甲等先進技術的支持，使英軍的箭矢無法對法軍騎兵帶來有效傷害。這一階段的主戰場幾乎都在阿基坦地區，英軍有非常長的邊境防衛線要維持，相對地讓法軍小部隊也能輕易突破，在此法軍有效的運用费边战术，避開正面會戰的同時運用消耗戰拖垮英軍能力，偶爾出動攻擊分散或被孤立的英軍，如蓬瓦兰一戰。法軍進入了防衛戰狀態，而英軍卻欠缺準備。在接下來法軍發動的戰役中，速度被認為是成功的關鍵。蓋克蘭在12月1日率軍離開卡昂，僅在兩天內行軍過百英里抵達勒芒。

### 指揮官

#### 英軍
阿基坦和普瓦圖是黑太子愛德華的采邑，在1370年時，他因為重病必須乘轎移動，也因此無法親自指揮軍隊，必須指派诺尔斯等將領替他延續戰役。1370年6月20日，诺尔斯獲得敕令領導英軍，一周前他才同意和亞倫·布歇爾爵士、湯瑪斯·格蘭德森爵士、以及約翰·布奇爾爵士等人共享指揮權，7月1日他們被指派為英王的副官。英王和議會有意識給予社會地位較低的诺尔斯全權指揮可能帶來的問題，為避免英軍分崩離析而採取了預防措施。將領被要求簽署同意書，不只要忠於國王，且不能在軍中製造分裂，所有決定必須經過全體同意。

#### 法軍

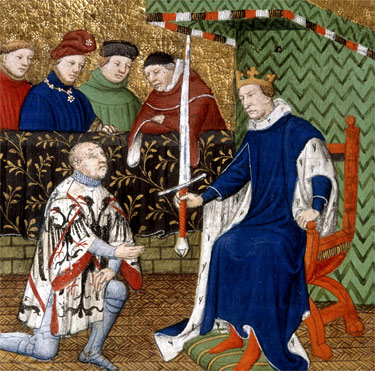
1370年，法王查理五世任命貝特朗·杜·蓋克蘭為法蘭西王室統帥。出自當時代手稿。

同一時間，法王查理五世將騎士貝特朗·迪·蓋克蘭拔擢為王室統帥，以回應诺尔斯的攻勢。蓋克蘭曾經淪為英軍的階下囚，而查理五世為了雇用他而迅速支付贖金。該月24日，蓋克蘭和奥利维耶·德·克利松成立一批「武裝兄弟會」，11月6日在卡昂組織軍隊。前元帥讓四世·德·莫昆西與阿爾諾·奧德雷海姆率軍加入他，克利松則率領布列塔尼軍團。蓋克蘭集結約4000人的軍隊，另一支1200人的部隊在诺尔斯後方的沙泰勒羅，由元帥路易·德·桑塞爾成立。元帥率兵向東、蓋克蘭向南朝诺尔斯進軍。

#### 英軍分裂
共享指揮權的制度造成英軍將領互相嫉妒，尤其是在贖金與戰利品分配的問題上特別嚴重。
1370年11月，英軍內部再度產生爭執，這次的問題在於要在何處過冬。由於法軍採取游擊戰術，诺尔斯不想駐留在可能造受法軍奇襲的地方，他因此提議向西撤回布列塔尼。以亞倫·布歇爾為首的的將領堅決反對，主張找尋一處冬季營地並持續掠奪周邊村落，有自信能擊退法軍。掠奪村落對他們是不得不的選擇，由於政府只支付他們13週的軍餉，他們必須靠掠奪來自給。诺尔斯要脅離去，由於將領們不肯跟隨，他自己便帶了一大批部隊離開。剩下的英軍約4000人被分散成三支軍隊，一支由格蘭德森和卡維利共同指揮，另外兩支由費茲瓦特和明斯特沃思指揮。三支軍隊分別往不同方向移動，以達到最大的覓食效率。12月3日晚間，诺尔斯在西方遠處、明斯特沃思的軍團在不明位置駐紮、格蘭德森的軍團約600到1200人分散在蓬瓦兰和马耶間的河流地區、費茲瓦特在他們的南方數英里處。將軍隊大幅分散的決策，在事後被證明是個致命失誤。

## 戰役

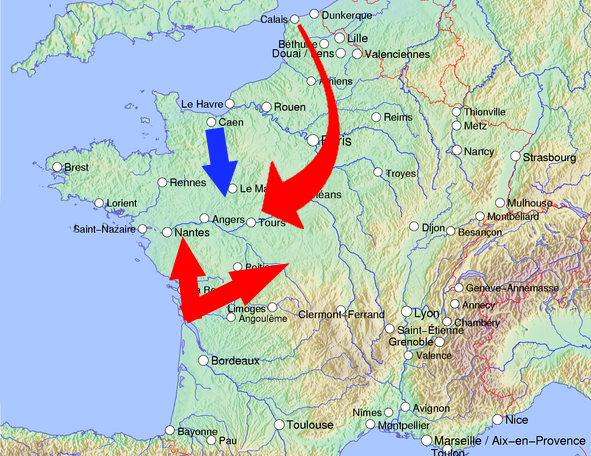
英軍(紅色)在1370年的戰役分為多條路線進攻，诺尔斯由加萊出發，繞過諾曼第與勃艮第地區再向西前進，黑太子與彭布羅克伯爵從南邊阿基坦地區進攻普瓦圖。法軍(藍色)由蓋克蘭領導向南截擊诺尔斯，接著進入阿基坦攻擊彭布羅克伯爵。

蓋克蘭在12月1日率軍秘密離開卡昂向南出發，他將曼恩地區的費茲瓦特軍視為首要目標，因為他們在勒芒的營地對法軍後方帶有威脅性。他們一日行軍超過30英里，兩天後他收到情資表示格蘭德森的軍隊在馬耶附近，正要前往和诺尔斯會合。蓋克蘭停止向勒芒前進，無視士兵的疲勞要求他們徹夜行軍，趕超格蘭德森的軍隊。12月4日早晨，蓋克蘭抵達蓬瓦兰。蓋克蘭的秘密行軍帶來極大的優勢，格蘭德森的軍隊在奇襲下只能在近接戰鬥前勉強組成防線。遭到驚嚇的英軍逃往森林，而沒有前往北邊的高地重整軍勢。不久後格蘭德森的軍隊瓦解，兩軍皆傷亡慘重。
法軍受到最大的打擊在於前元帥阿爾諾·奧德雷海姆受到致命傷，英軍幾乎全軍覆沒，僅有格蘭德森和少數部下存活，被當作蓋克蘭的俘虜。
格蘭德森的軍隊潰滅後，費茲瓦特的軍隊成為該地區最大的英軍軍團。路易·德·桑塞爾聽聞蓬瓦兰的勝利後，立刻轉向南方攻擊費茲瓦特軍。同一時間，蓋克蘭安置好俘虜並派部分軍力追擊诺尔斯後，也立刻向東往費茲瓦特軍進發。費茲瓦特見情勢不妙，趕緊移動到南方瓦斯修道院的牆內尋求庇護。

### 瓦斯的戰鬥
瓦斯修道院由诺尔斯的人手駐紮，費茲瓦特認定是個安全的避難所。然而桑塞爾的軍隊幾乎和英軍在同一時間抵達，守軍來不及在修道院內部署防禦，只好孤注一擲出動攻擊桑塞爾。費茲瓦特軍好不容易進入了修道院外門，經過一段艱辛的戰鬥，桑塞爾也攻進了外門，守軍慘遭屠戮。蓋克蘭抵達後很快地英軍完全潰敗。不包含俘虜在內，英軍失去了300人。俘虜包含費茲瓦特本人以及大多副官。蓋克蘭將費茲瓦特留做私人俘虜，理由據傳是因為蓋克蘭認定費茲瓦特就是英格蘭元帥。

## 後續
被分散的英軍生還者陷入混亂，往聖索沃爾逃亡。明斯特沃思的軍團並未參與戰鬥，他立刻將軍隊撤回布列塔尼，卡維利則撤回普瓦圖。約300名英軍殘兵洗劫庫西永城堡，接著又往羅亞爾河逃竄，一路上不斷被桑塞爾追擊。許多诺尔斯的部下也棄守城堡逃向羅亞爾河。這群傷兵與掠奪者逐漸形成數百人的團體，抵達羅亞爾河後向南移動。然而蓋克蘭鍥而不捨地追擊，透過不斷地發動突襲使英軍人數繼續減少。殘兵好不容易抵達聖莫爾附近的淺灘，附近的修道院是有大量英軍駐守的安全地帶。部分人向東前進，大部分人則繼續前往波爾多。結果蓋克蘭連同桑塞爾再度趕了上來，一路深入到普瓦圖地區直到布雷敘爾城堡，該城雖然由英軍駐守，但守軍害怕法軍混入而拒絕開城迎接，結果大部份蓬瓦兰战役的生還者盡皆戰死在城牆外。

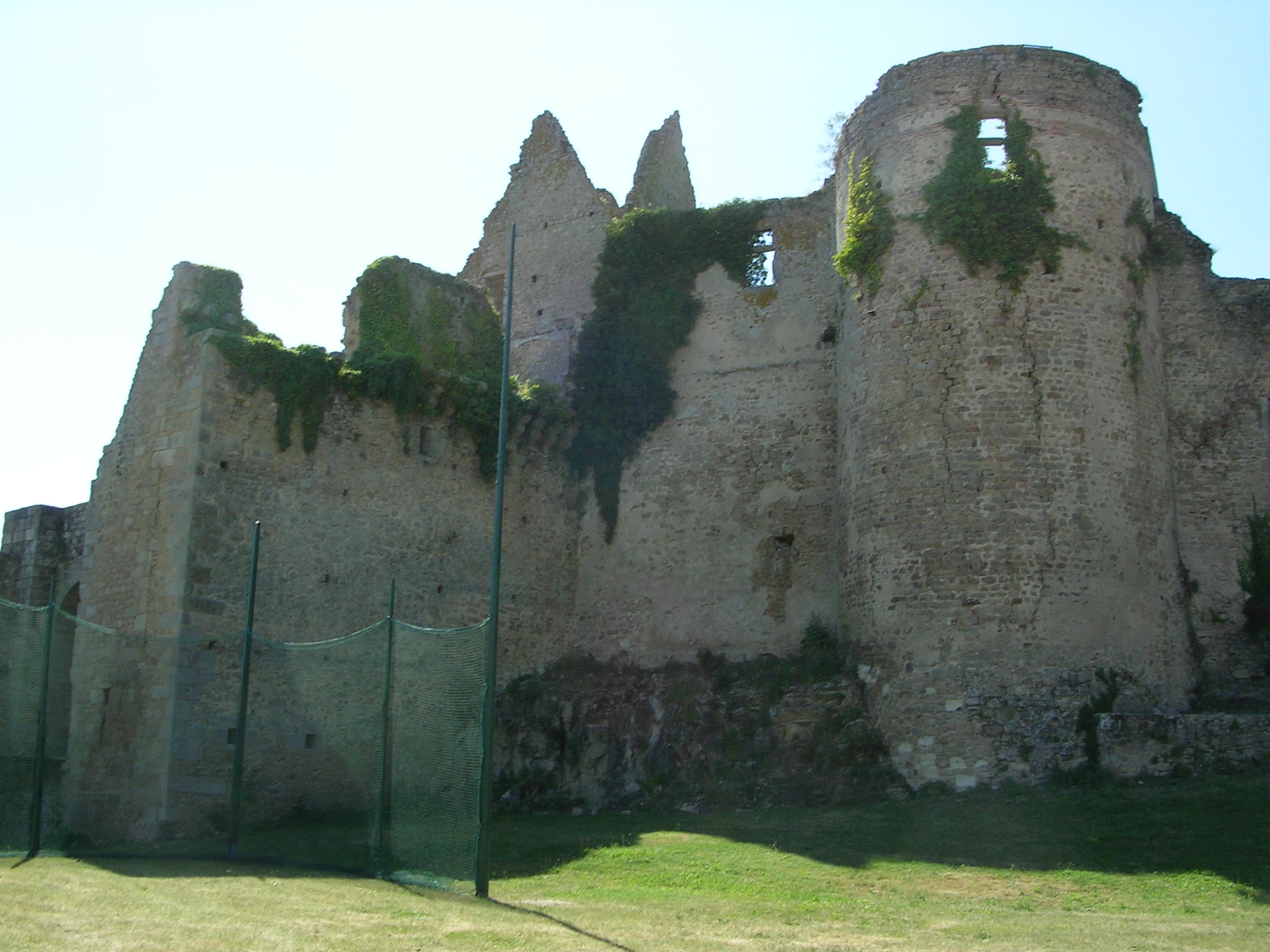
布雷敘爾城堡

桑塞爾接著開始收復早先被诺尔斯奪下的城堡，其中博阿尔奈堡特別要以武力強攻。蓋克蘭則返回聖莫爾和修道院內的英軍談判，要求他們支付贖金換取人身安全。不久後，蓋克蘭回到勒芒並在安茹公爵的家中休養。
帶著大量戰利品退回布列塔尼地區的诺尔斯所在位置不明確，可能是他在代尔瓦勒的城堡或是孔卡尔诺。明斯特沃思在不久後和他會合，多數人決定在隔年初返回英格蘭，他們在前往聖馬蒂厄角的港口路上又遭到多次伏擊，減少許多人。更糟的是在抵達港口後發現只有兩艘船小能用，然而诺尔斯卻有數百人，其中許多人是各地的駐軍棄守後獨自前來。明斯特沃思是少數成功登船歸國的人，其餘500多人被隨後抵達的法軍屠殺殆盡。

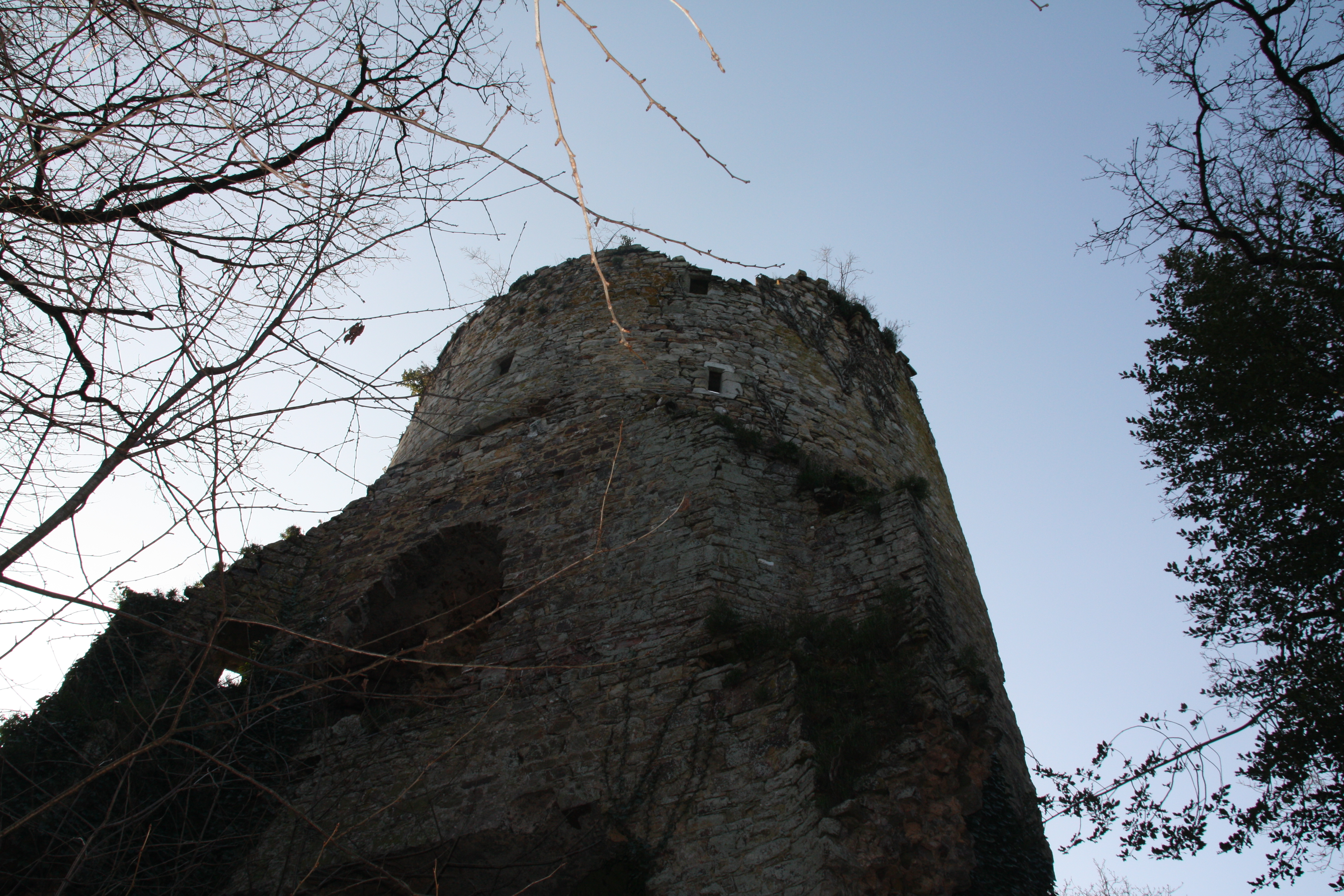
诺尔斯在代爾瓦勒的城堡遺跡。

歸國的明斯特沃思在政壇上備受譴責。雖然他和诺尔斯與其他指揮官同樣有責任，但他將罪過推給诺尔斯來迴避罪責。1372年7月他得到議會的支持，將戰敗歸咎給诺尔斯，不過英格蘭貴族純粹是因為诺尔斯出身低下才不斷言語攻擊他。即便如此，明斯特沃思也不能完全脫罪，議會下令以違背诺尔斯之名將他逮捕。
即便蓋克蘭沒能摧毀诺尔斯與明斯特沃思的軍隊，他仍舊功不可沒。大量騎士被俘虜，用拖車一路將他們運回巴黎並嚴密關押。部分人花費大量財產避免被俘，甚至向戰友借錢贖身。費茲瓦特以苛刻的條件將他在坎伯蘭的莊園抵押給愛德華三世的情婦愛麗絲·普瑞兒絲，這才籌到足夠贖金將他釋放。

## 影響
根據已知的诺尔斯借款請求，诺尔斯的戰役花費了愛德華三世約£66,667(相当于2021年的£36,000,000)。然而他一系列的劫掠行動卻沒有帶來豐富的軍事利益。即便他已經一路打到巴黎城外，當他回到布列塔尼時也沒有值得炫耀的戰果。蓬瓦兰战役終結了英軍自克雷西、普瓦捷戰役以來的不敗傳奇。英軍到1374年為止不斷失去阿基坦地區的領土，同時也失去許多同盟的本地貴族。蓬瓦兰的失敗也結束了愛德華三世與納瓦拉國王的短期戰略同盟。同時蓬瓦兰战役也是最後一次英軍在法蘭西聘用自由傭兵團參戰，原因是大多數的傭兵領袖都戰死，其餘有用的傭兵逐漸被兩國的正規軍吸收。
五百年後，法國在普法戰爭戰敗割讓亞爾薩斯-洛林地區，蓬瓦兰的例子被用在侵略主義中激起法國人的復仇情緒。

## 腳註
1. ↑  在1357年到1360年間的戰役中，诺尔斯用了同樣的手段獲得相近的利益。史家米雪爾·瓊斯描述诺尔斯如何沿途摧毀的村莊。燒焦的屋頂山牆被稱為「诺尔斯角」。結果诺尔斯總計獲得了價值£15,000的戰利品。[2]
2. ↑  當代史書《約翰二世與查理五世統治時期編年史》 (Chronique des Regnes de Jean II et de Charles V) 記載，雖然英軍燒毀巴黎周邊大量的村莊，國王仍被建議最好不要應戰。[14]
3. ↑  這個做法使安茹和曼恩周邊形成了「待贖區」。法軍在攻擊英格蘭控制區時也模仿了這個手段。[18]
4. ↑  然而這一邊的戰役也產生了指揮權分裂的問題。彭布羅克伯爵年輕又帶有貴族的傲慢[11] ，不願服從約翰·錢多斯爵士。即便約翰是名資深軍人且擁有響亮名聲[11]，但他的階級僅是位方旗騎士[20]。彭布羅克伯爵對他的嫉妒，更彰顯他的高爵位卻少經驗。[21]
5. ↑  根據《約翰二世與查理五世統治時期編年史》 (Chronique des Regnes de Jean II et de Charles V) ：诺尔斯雖然一路燒毀大量房屋與小麥，但不會對已收到贖金的物產下手。[29]
6. ↑  這是英格蘭政府革命性的募兵政策，簽署契約者不會收到酬金[31] 。為了降低政府的開支，他們用「可掠奪的戰利品」來誘惑士兵參戰[32]。這個方法能發揮效果，是因為可透過掠奪帶來的大量收益的想法已經深植軍隊的心理，政府有意識到這點並且加以利用形成政策[33]。
7. ↑  這個看似精確的數值是因為借款是以馬克為單位計算，1馬克約值2/3鎊，故原借款金額是100,000馬克[51][52]。借款中最大的一筆來自著名富人理查‧菲查倫（英语：Richard FitzAlan, 11th Earl of Arundel），他借給國王40,000馬克，即£26,667(今日約值相当于2021年的£14,000,000).[51] 。然而從1369年戰爭爆發到1375年布魯日條約簽訂為止，英格蘭的戰爭開支可能達到了£650,000 (今日約值相当于2021年的£348,000,000)[53]。